# リュジニー
リュジニー（仏: Lusigny）は、フランス、オーヴェルニュ＝ローヌ＝アルプ地域圏、アリエ県のコミューン。

## 地理
リュジニーはムーラン都市圏の近郊（約12km）にあるため、近年持続的な人口増加の恩恵を受けている。

## 歴史
現在のリュジニーの南側に、古い教区と、サン＝プルサン＝ラ＝マトリエール（Saint-Pourçain-la-Matelière）というコミューンがあった。これらが一つになり、サン＝プルサン＝マルシェール（Saint-Pourçain-Malchère）となった。リュジニーの名になったのは1826年である。国民公会時代に地名は改称させられ、ドルヴァレ（Dorvalet）と呼ばれていた。

## 人口統計
| 1962年 | 1968年 | 1975年 | 1982年 | 1990年 | 1999年 | 2006年 | 2011年 |
| ------ | ------ | ------ | ------ | ------ | ------ | ------ | ------ |
| 1058   | 1066   | 1295   | 1541   | 1575   | 1428   | 1581   | 1707   |

参照元:1999年までEHESS、2004年以降INSEE

## ゆかりの人物
- フランソワ・グロスーヴル（フランス語版） - ミッテラン大統領のアドバイザー
- エメリック・ダルベレ（フランス語版） - 元プロサッカー選手